# Copa de Bohèmia de futbol
La Copa de Bohèmia de futbol, amb les seves diferents denominacions fou una competició per eliminatòries que es disputà a Bohèmia (a la República Txeca) abans de la Segona Guerra Mundial.

## Historial
Pohár Dobrocinnosti (Copa de la Caritat)
- 1906: SK Smíchov
- 1907: SK Smíchov
- 1908: SK Slavia Praha B
- 1909: AC Sparta Praha
- 1910: SK Slavia Praha
- 1911: SK Slavia Praha
- 1912: SK Slavia Praha
- 1913: Viktoria Zizkov
- 1914: Viktoria Zizkov
- 1915: AC Sparta Praha
- 1916: Viktoria Zizkov

Stredoceský Pohár
- 1918: AC Sparta Praha
- 1919: AC Sparta Praha
- 1920: AC Sparta Praha
- 1921: SK Viktoria Zizkov
- 1922: SK Slavia Praha
- 1923: AC Sparta Praha
- 1924: AC Sparta Praha
- 1925: AC Sparta Praha
- 1925/26: SK Slavia Praha
- 1927: SK Slavia Praha
- 1927/28: SK Slavia Praha
- 1928/29: SK Viktoria Zizkov
- 1929/30: SK Slavia Praha
- 1930/31: AC Sparta Praha
- 1931/32: SK Slavia Praha
- 1932/33: SK Viktoria Zizkov
- 1933/34: AC Sparta Praha
- 1934/35: SK Slavia Praha
- 1935/36: AC Sparta Praha
- 1936/37: AC Sparta Praha
- 1937/38 no es disputà
- 1938/39 no es disputà
- 1939/40: SK Viktoria Zizkov
- 1940/41: SK Slavia Praha
- 1941/42: AFK Bohemia Praha

Ceský Pohár (Copa txeca)
- 1939/40: SK ASO Olomouc
- 1940/41: SK Slavia Praha
- 1941/42: SK Slavia Praha
- 1942/43: AC Sparta Praha
- 1943/44: AC Sparta Praha

Pohár Osvobození (Copa de la Llibertat)
- 1945: SK Slavia Praha
- 1945/46: AC Sparta Praha

Font: